# Стрибки у воду на Чемпіонаті Європи з водних видів спорту 2021 — синхронний трамплін, 3 метри (чоловіки)
Змагання зі синхронних стрибків у воду з триметрового трампліна серед чоловіків на Чемпіонаті Європи з водних видів спорту 2018 відбулись 13 травня.

## Результат[1]
| Місце | Країна          | Спортсмени                            | Очки  | Очки  | Очки  | Очки  | Очки  | Очки  | Очки    |
| Місце | Країна          | Спортсмени                            | С1    | С2    | С3    | С4    | С5    | С6    | Загалом |
| ----- | --------------- | ------------------------------------- | ----- | ----- | ----- | ----- | ----- | ----- | ------- |
| 1     | Німеччина       | Патрік Гаусдінґ Ларс Рудігер          | 51,60 | 52,80 | 84,66 | 79,80 | 86,10 | 71,82 | 426,78  |
| 2     | Росія           | Євген Кузнецов Микита Шлейхер         | 50,40 | 50,40 | 78,54 | 75,48 | 80,85 | 79,80 | 415,47  |
| 3     | Україна         | Олександр Горшковозов Олег Колодій    | 50,40 | 48,00 | 73,44 | 72,54 | 90,06 | 75,48 | 409,92  |
| 4     | Італія          | Лоренцо Марсагліа Джованні Точчі      | 47,40 | 49,20 | 68,82 | 82,62 | 68,40 | 70,38 | 386,82  |
| 5     | Польща          | Каспер Лесяк Анджей Ржежутек          | 46,80 | 48,00 | 67,89 | 71,40 | 68.34 | 61,56 | 363,99  |
| 6     | Велика Британія | Джек Лафер Даніель Гудфеллоу          | 50,40 | 51,60 | 80,58 | 45,15 | 62,70 | 70,20 | 360,63  |
| 7     | Австрія         | Александр Гарт Ніколай Шаллер         | 46,20 | 45.60 | 64,80 | 58,50 | 66.96 | 70,38 | 352,44  |
| 8     | Греція          | НІколаос Молваліс Атхагасіос Тсірікос | 46,20 | 46,80 | 63,00 | 61,20 | 64,17 | 64,80 | 346,17  |
| 9     | Грузія          | Сандро Мелікідзе Торнік Онікашвілі    | 44,40 | 46,20 | 60.30 | 62,31 | 61,20 | 62,22 | 336,63  |
| 10    | Нідерланди      | Паскаль Фатц Брем Меледжик            | 46,20 | 44,40 | 54,00 | 53,94 | 53,10 | 59,40 | 311,04  |